# Lentillac-Saint-Blaise

Lentillac-Saint-Blaise este o comună în departamentul Lot din sudul Franței. În 2009 avea o populație de 134 de locuitori.

## Evoluția populației
| An        | 1975 | 1982 | 1990 | 1999 | 2006 | 2009 |
| --------- | ---- | ---- | ---- | ---- | ---- | ---- |
| Populație | 157  | 166  | 145  | 137  | 135  | 134  |